# Pachuta
Pachuta – miasto w Stanach Zjednoczonych, w stanie Missisipi, w hrabstwie Clarke.